# Tri posleratna druga
Tri posleratna druga je šesti studijski album novosadskega kantavtorja Đorđeta Balaševića, izdan leta 1989. Album je parafraza in avtorjevo posvetilo Remarqueu, avtorju knjige Trije tovariši (v srbščino prevedeno kot Tri ratna druga).
To je prvi Balaševićev album, pri katerem sta sodelovala kitarist Elvis Stanić in bobnar Tonči Grabušić z Reke. Vseboval je poznane balade »D-moll«, »Saputnik« in »Kad odem ...«, pesmi v slogu madžarske narodne glasbe »Devojka sa čardaš nogama« in »Ćaletova pesma« ter šaljiv rap »Sugar rap«.
Na dan izida albuma je JRT predvajal video posnetke, ki so bili posneti v Srbskem narodnem gledališču v Novem Sadu, tovarni sladkorja v Zrenjaninu itd. 

## Ozadje
Album je bil posnet leta 1989. S tem albumom se je oddolžil za debakel prejšnjega albuma
Januarja 1989 je imel tradicionalni koncert v Sava centru, posnetek pa je na 2 VHS kasetah izdal Jugoton.

## Seznam skladb
| Št.             | Naslov                                                                                 | Pisec           | Dolžina |
| --------------- | -------------------------------------------------------------------------------------- | --------------- | ------- |
| 1.              | „Sugar rap (Proces diferencijacije u kombinatu za proizvodnju i preradu šećerne repe)‟ | Đ. Balašević    | 4:13    |
| 2.              | „Još jedna pesma o maloj garavoj‟                                                      | Đ. Balašević    | 3:16    |
| 3.              | „Devojka sa čardaš nogama‟                                                             | Đ. Balašević    | 3:25    |
| 4.              | „Ćaletova pesma‟                                                                       | Đ. Balašević    | 4:50    |
| 5.              | „D-moll‟                                                                               | Đ. Balašević    | 4:12    |
| 6.              | „Kad odem ...‟                                                                         | Đ. Balašević    | 5:55    |
| 7.              | „Saputnik‟                                                                             | Đ. Balašević    | 4:50    |
| 8.              | „Remorker‟                                                                             | Đ. Balašević    | 3:50    |
| 9.              | „O, Bože ...‟                                                                          | Đ. Balašević    | 4:21    |
| Skupna dolžina: | Skupna dolžina:                                                                        | Skupna dolžina: | 38:52   |

## Zasedba
- Đorđe Balašević – vokal
- Aleksandar Dujin – klavir
- Aleksandar Kravić – bas kitara
- Elvis Stanić – kitara
- Tonči Grabušić – bobni

## Dediščina
Pesmi Devojka sa čardaš nogama in D-moll sta bili uvrščeni na album Neki noviji klinci i... iz leta 2007, ki ga je izdala PGP RTS.